# Einfelder See
Einfelder See er en sø i det nordlige Tyskland, beliggende lige nord for Neumünster i den centrale del af delstaten Slesvig-Holsten. Den ligger 27 moh. og har et areal på 1,78 km². Søen ligger på vandskellet mellem floderne Stör og Ejderen. Hovedparten af vandet er grundvand, og kun en lille del kommer fra den tilstødende mose Dosenmoor.
På den vestlige side af søen ligger Naturschutzgebietet Westufer Einfelder See. Ved østbredden er der arealer til solbadning og adgang til sejlads med robåde.